# Corpus Mortale
A Corpus Mortale (latinul: holttest) dán death metal együttes, 1993-ban alakult Koppenhágában.

## Története
Az együttest Nicholas Mascholn és Soren Jensen alapították, hozzájuk csatlakozott Martin Rosendahl, így kialakult a felállás. Először egy demót adtak ki 1995-ben. Morten Jensen gitáros 1996-ban csatlakozott az együtteshez. Ekkor adták ki második demójukat. Diszkográfiájuk négy nagylemezt, három EP-t, egy videóalbumot két demót tartalmaz. 2012-ben szerződést kötöttek a "DeepSend Records" kiadóval. 2010-ben a Revolution Music Tour fő fellépői (headliner) is voltak.

## Tagok
- Martin Rosendahl – ének, basszusgitár (1993-)
- Brian Eriksen – gitár, vokál (1999-2003, 2006-)

## Korábbi tagok
- Jakob Schleis – basszusgitár, gitár, ének (1993-1995)
- Nicholas Mascholn – dob (1993-2007)
- Soren Jensen – gitár (1993-1999)
- Ulrik Pedersen – ének (1993)
- Morten Jensen – gitár (1996-1999)
- Jens Lee – gitár (1999-2001)
- Roar Christoffersen – gitár (2001-2008)
- Mads Haarlov – gitár (2004-2006)
- Rasmus Schmidt – dob (2008-2012)
- Andreas Lynge – gitár (2008-2012)
- Carlos Garcia Robles – gitár, vokál (2012-2017)
- Nicolai Kaltoft – dob (2013-2019)

## Diszkográfia
- Spiritism (1998)
- With Lewd Demeanor (2003)
- A New Species of Deviant (2007)
- Fleshcraft (2013)

## Egyéb kiadványok
- Corpus Mortale (demó, 1995)
- Integration (EP, 1996)
- Succumb to the Superior (EP, 2001)
- Sombre and Vile (demó, 2002)
- Mass Funeral Pyre (videóalbum, 2005)
- Seize the Moment of Murder (EP, 2006)